# ابوالهول ۸۹۶

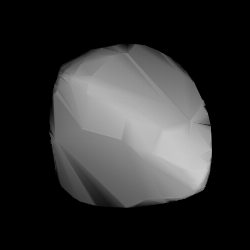
مدل سه‌بُعدی سیارک ابوالهول ۸۹۶ طبق منحنی نور آن

سیارک ۸۹۶ (به انگلیسی: 896 Sphinx، نامگذاری:1918DV) هشتصد و نود و ششمین سیارک کشف شده‌است که در ۱ اوت ۱۹۱۸ و در هایدلبرگ کشف شد.
قدر مطلق سیارک برابر ۱۱٫۸۰ است.